# Гобики (посёлок)
Гобики — посёлок в Рогнединском районе Брянской области. Входит в состав Фёдоровского сельского поселения.

## География
Посёлок находится в северной части Брянской области, у железнодорожной линии Рославль — Фаянсовая, на расстоянии примерно 13 км (по прямой) к северу от посёлка Рогнедино, административного центра района.

## История
Возник в середине 1930-х годов как посёлок станции строящейся железной дороги Рославль — Фаянсовая. Однако, на карте 1941 года ещё не был отмечен. Название связано с деревней, находящейся на расстоянии 6 км к северо-западу от посёлка. 

## Население
| 2010 | 2013 |
| ---- | ---- |
| 0    | →0   |

### Национальный состав
Согласно результатам переписи 2002 года, в национальной структуре населения русские составляли 98 % из 641 чел.